# Montreal Lake (Saskatchewan)
Der Montreal Lake ist ein See in der kanadischen Provinz Saskatchewan.

## Lage
Der 490 m hoch gelegene Montreal Lake befindet sich zentral in Saskatchewan, 100 km nördlich von Prince Albert.
Die Wasserfläche des Sees beträgt 447 km². Die Gesamtfläche einschließlich Inseln beträgt 454 km². Der See wird vom Montreal River nach Nordnordosten zum 55 km entfernten See Lac la Ronge entwässert. Der gleichnamige Ort liegt am Südufer des Sees. Der Saskatchewan Highway 2 (La Ronge–Prince Albert) verläuft westlich unweit des Sees.